# Super Bowl XVIII
Super Bowl XVIII var den 18. udgave af Super Bowl, finalen i den amerikanske football-liga NFL. Kampen blev spillet 22. januar 1984 på Tampa Stadium i Tampa og stod mellem Los Angeles Raiders og Washington Redskins. Raiders vandt 38-9.
Kampens MVP (mest værdifulde spiller) blev Raiders running back Marcus Allen.
| NFL | Spire Denne artikel om NFL er en spire som bør udbygges. Du er velkommen til at hjælpe Wikipedia ved at udvide den. |